# واج‌آرایی (واج‌شناسی)
در واج‌شناسی، واج‌آرایی بررسی حالت‌هایی است که واج‌ها در یک زبان خاص اجازه ترکیب شدن با یکدیگر را دارند.